# Contea di Newton (Mississippi)
La contea di Newton ( in inglese Newton County ) è una contea dello Stato del Mississippi, negli Stati Uniti. La popolazione al censimento del 2000 era di 21 838 abitanti. Il capoluogo di contea è Decatur.